# S Cephei
Désignations
S Cephei, abrégée en S Cep, également désignée HD 206362, est une étoile carbonée et une variable de type Mira de la constellation de Céphée. D'après la mesure de sa parallaxe annuelle par le satellite Gaia, l'étoile est distante d'environ ∼ 1 590 a.l. (∼ 487 pc) de la Terre.

## Mouvement propre
Le satellite Gaia montre des anomalies dans le mouvement propre de S Cephei comparé à son mouvement propre à long terme (c'est-à-dire celui qu'on obtient en combinant les données des satellites Hipparcos et Gaia). Ces anomalies pourraient indiquer la présence d'un compagnon en orbite comme une naine rouge ou une naine brune.

## Caractéristiques

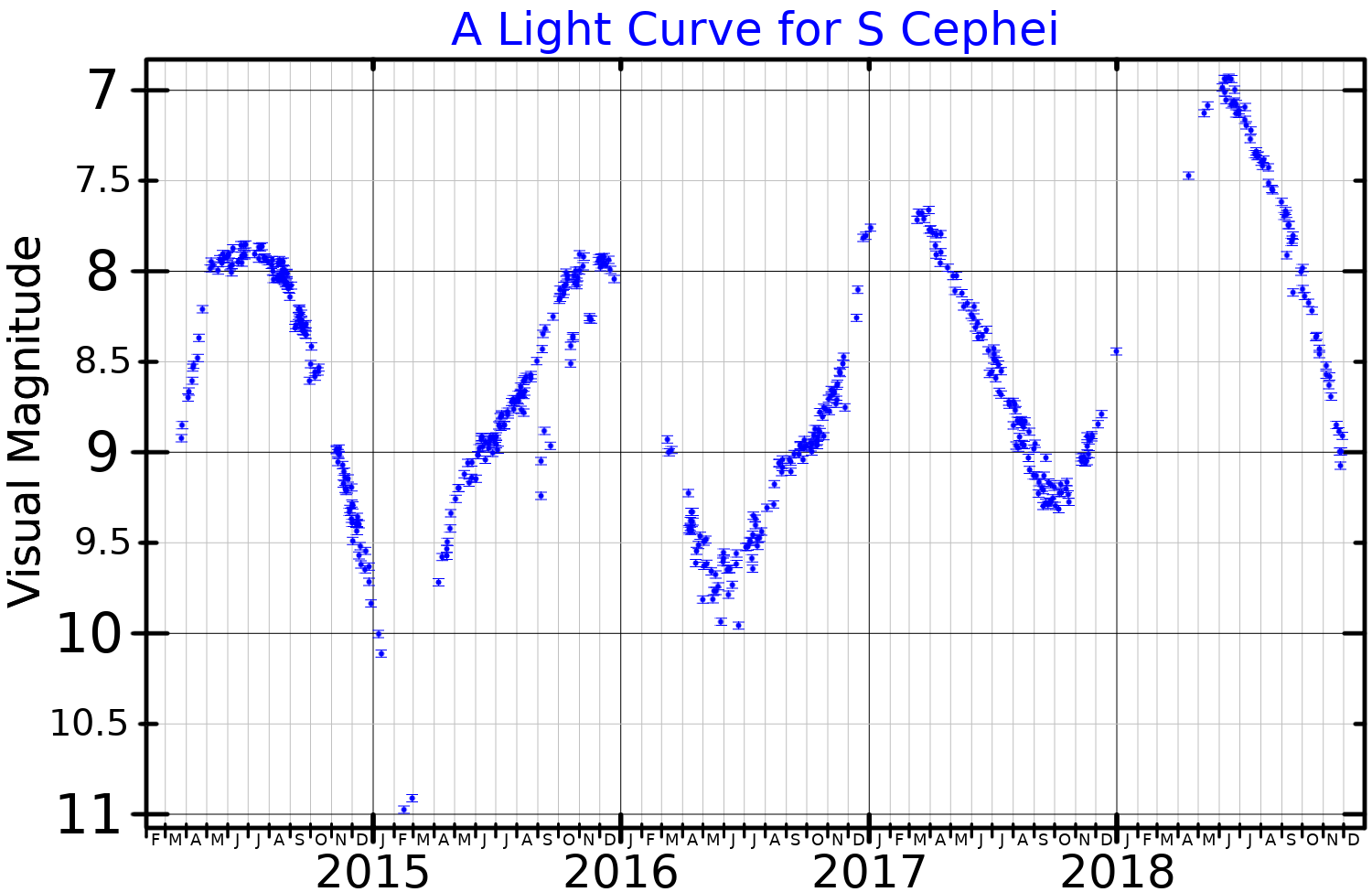
Courbe de lumière en bande visible de S Cephei, tracée à partir des données ASAS-SN.

S Cephei est une étoile carbonée de type spectral C7,3e. C'est également une étoile variable de type Mira dont la magnitude apparente varie de 6,6 à 12,5 sous la forme d'une pulsation selon une période de 484 jours. Sa variabilité a été découverte par Karl Henke en 1858.